# بانکو آلفا
بانکو آلفا (انگلیسی: Banco Alfa) شرکت خدمات مالی و بانکداری برزیلی است، که در سال ۱۹۲۵ تأسیس شد.